# Enrico Arbarello
Enrico Arbarello (* 26. November 1945) ist ein italienischer Mathematiker, der sich mit algebraischer Geometrie beschäftigt.

## Leben
Arbarello (ein ehemaliger Schüler von Emma Castelnuovo, der Tochter von Guido Castelnuovo) machte 1969 an der Universität von Rom seinen Abschluss und wurde 1973 an der Columbia University bei Lipman Bers (und Herbert Clemens) promoviert (Weierstrass points and moduli of curves). Danach war er bis 1975 und von 1979 bis 1981 Assistenzprofessor an der Harvard University. 1982 bis 1996 war er Professor für Mathematik an der Sapienza in Rom. Danach war er bis 2000 Professor an der Scuola Normale Superiore in Pisa (deren Annali er auch herausgab). Zurzeit ist er wieder Professor an der Universität La Sapienza in Rom.
1993/94 und 2005 war er am Institute for Advanced Study, 1983 an der École polytechnique (als Maître de recherche), 1984/85 und 1999 am Courant Institute of Mathematical Sciences of New York University, 1992 am Tata Institute of Fundamental Research, 1988 am MIT, 2004 an der Columbia University und 1995 am Institut Henri Poincaré in Paris.
Er beschäftigte sich u. a. mit dem Modulraum algebraischer Kurven und dessen Zusammenhang mit der mathematischen Physik (Korteweg-de-Vries-Gleichung und KP-Gleichung).
1986 war er Invited Speaker auf dem Internationalen Mathematikerkongress in Berkeley (Periods of Abelian Integrals, Theta functions and differential equations of Korteweg-deVries Type). Er ist Mitglied der Accademia Nazionale dei Lincei und der italienischen (Accademia Nazionale delle Scienze) und der Academia Europaea (2013). 1986 erhielt er die Medaille der italienischen Akademie der Wissenschaften. 2006 war er Mitglied des Fields-Medaillen-Komitees, das den Preis u. a. an Grigorij Perelman vergab. Er ist Fellow der American Mathematical Society.

## Schriften
- mit Maurizio Cornalba, Phillip Griffiths, Joe Harris: The Geometry of Algebraic Curves, Bd.1. Grundlehren der mathematischen Wissenschaften Bd. 267, Springer-Verlag 1984.